# Hannes Wittmer

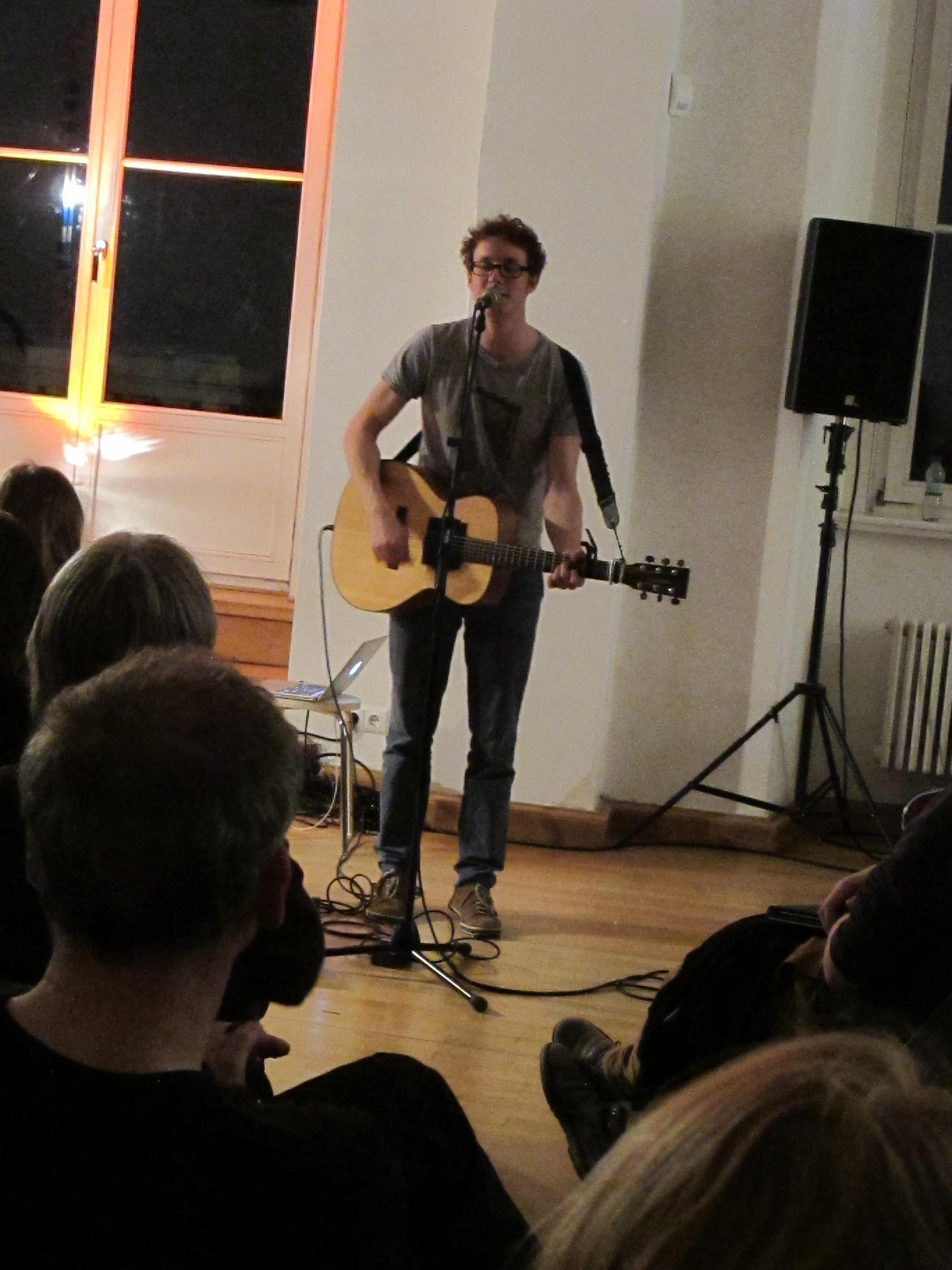
Spaceman Spiff (2014)

Hannes Wittmer (* 1986 in Würzburg), früher bekannt als Spaceman Spiff, ist ein deutscher Musiker und Songwriter.

## Leben
Hannes Wittmer wuchs in einem Dorf nahe Würzburg auf. Er begann ein Sportstudium in Würzburg, das er jedoch abbrach, um nach Hamburg zu ziehen und dort als Konzertveranstalter oder für ein Label zu arbeiten. 2009 erschien sein erstes Album Bodenangst zuerst bei Retter des Rock Records, später neu aufgelegt im Mairisch Verlag unter dem Pseudonym Spaceman Spiff. Das Pseudonym leitet sich von dem Comic-Charakter Calvin aus Calvin und Hobbes von Bill Watterson ab, der sich in seinen Tagträumen häufig in die Rolle des Spaceman Spiff fantasiert. 2010 erschien die Split-CD Du drehst den Kopf, ich dreh den Kopf von Spaceman Spiff gemeinsam mit Finn-Ole Heinrich, auf der Geschichten von Heinrich und Songs von Spaceman Spiff zu hören sind. Im selben Jahr wurde Spaceman Spiff mit dem Hamburger Musikpreis Krach und Getöse ausgezeichnet. Ein Jahr später, 2011, erschien sein zweites Soloalbum und im fenster immer noch wetter. Nach einer längeren Auszeit erschien 2014 beim Hamburger Label Grand Hotel van Cleef sein drittes Album Endlich Nichts. Bei seinen Liveauftritten wird Spaceman Spiff oft von Johnny König am Schlagzeug, Felix Weigt (Kid Kopphausen, Die Höchste Eisenbahn) am Bass und Clara Jochum am Cello unterstützt.
Neben seiner Tätigkeit als Songwriter arbeitet Wittmer auch immer wieder an anderen musikalischen Projekten. So nahm er beispielsweise 2012 das Instrumental-Album Stein Schwere Papier auf, veröffentlichte 2017 unter dem Namen OTAGO ein englischsprachiges Album mit teils elektronischen Einflüssen und komponierte und spielte regelmäßig Musik für Theaterstücke. 2019 wurde ihm zusammen mit der Cellistin Clara Jochum der Theaterpreis Hamburg in der Kategorie Herausragende Komposition & Musik verliehen.
Im Juni 2018 verkündete Wittmer, dass er nun unter seinem bürgerlichen Namen weiter Musik macht. In den folgenden fünf Jahren verfolgte er außerdem einen konsum- und kapitalismuskritischen Ansatz, den er immer wieder in Blogartikeln hinterfragte und erklärte, laut Eigenaussage eine „Forschungsreise“, die „irgendwo zwischen Experiment, Kunstaktion, Verzweiflungstat, Suche nach Alternativen und hoffnungsvollem Aktionismus anzusiedeln“ war. Seine in dieser Zeit erschienenen Veröffentlichungen Das große Spektakel und Das Ende der Geschichte gab es nicht im Handel oder auf Streamingplattformen; sie können kostenlos über seine Internetseite gestreamt und heruntergeladen werden. Bei Konzerten verlangte er keinen festen Eintritt und ließ die Gäste selbst darüber entscheiden, was sie zahlen möchten. Er finanzierte sich in dieser Zeit zu großen Teilen über freiwillige Spenden. Später fasste er seine Erfahrungen und  Erkenntnisse in dem autobiographischen Essay Dinge anders machen - Über den Versuch in Verbindung zu treten zusammen.
Seit 2020 betreibt Wittmer den Podcast Was tun(?), in dem er mit verschiedenen Gästen (u. a. Marcus Wiebusch, Judith Holofernes und einer Aktivistin der Letzten Generation) über den Umgang mit der eigenen Ratlosigkeit in einer krisenhaften Zeit und die Suche nach Handlungsmöglichkeiten spricht.

## Diskografie
Als Spaceman Spiff

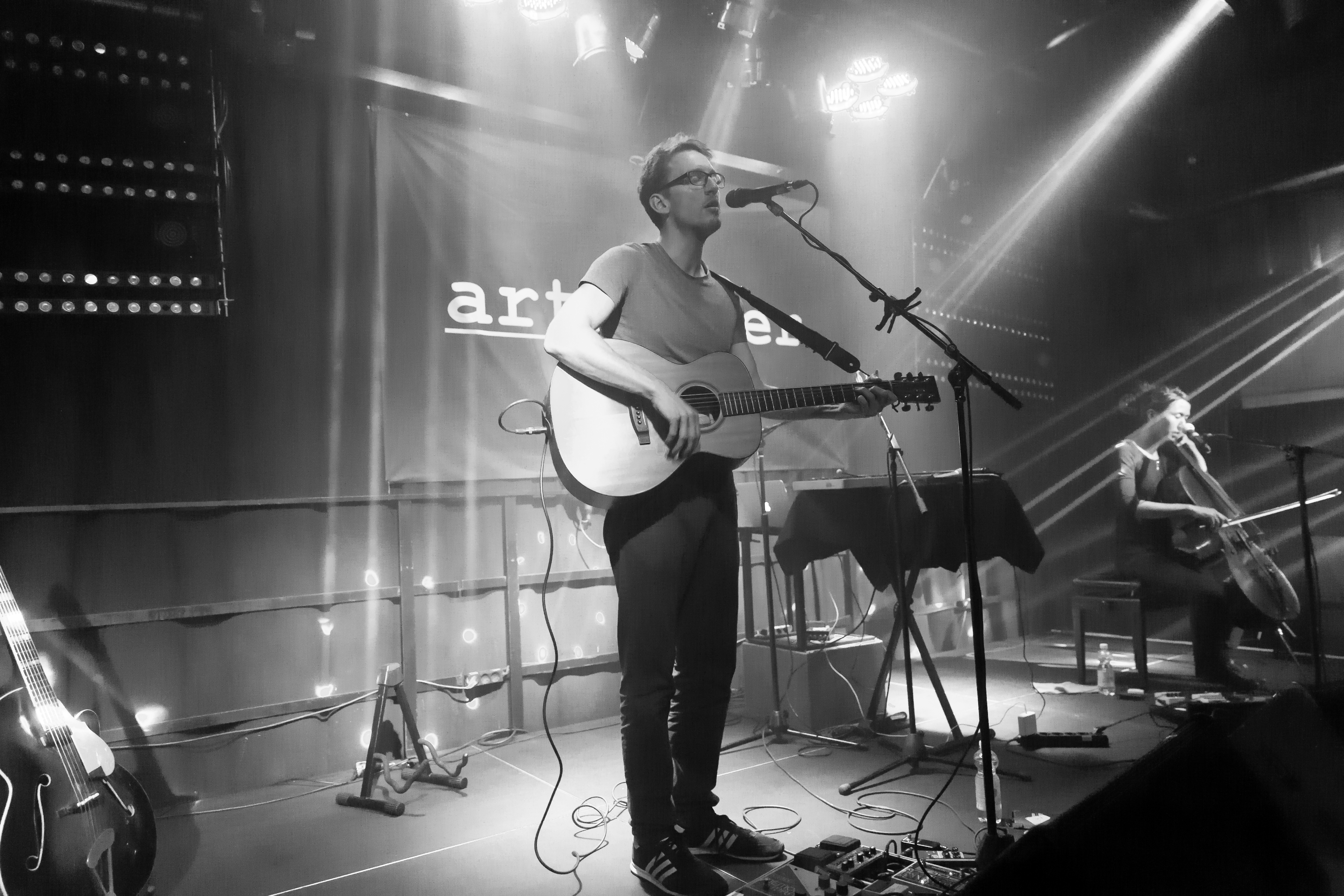
Spaceman Spiff (2017)

- 2009: Bodenangst (CD/LP/DL; Mairisch Verlag / Goddamn Records)
- 2010: Du drehst den Kopf, ich dreh den Kopf, mit Finn-Ole Heinrich (CD/DL, Mairisch Verlag)
- 2011: und im fenster immer noch wetter (CD/LP/DL; Mairisch Verlag / Goddamn Records)
- 2014: Endlich Nichts (CD/LP/DL, Grand Hotel van Cleef / Mairisch Verlag)

Als OTAGO
- 2017: OTAGO (CD/LP/DL, Mairisch Verlag)

Als Hannes Wittmer
- 2018: Das große Spektakel (MP3-Download)
- 2019: Das große Spektakel (Vinyl; Mairisch Verlag)
- 2020: Das Ende der Geschichte (MP3-Download)
- 2024: Sag es allen Leuten (Vinyl & Digital; Mairisch Verlag)

Als Stein Schwere Papier
- 2012: Stein Schwere Papier (im Eigenvertrieb)

## Auszeichnungen
- 2010: Hamburger Musikpreis Krach und Getöse[13]
- 2012: Preis für junge Kultur 2012 - Würzburg[14]
- 2012: Preis der Autoren (gemeinsam mit Finn-Ole Heinrich) für das Bühnenprogramm Du drehst den Kopf, ich dreh den Kopf[15]
- 2015. Nominiert für den Deutschen Musikautorenpreis 2015 (Kategorie „Text Rock/Pop“ zusammen mit Wolfgang Niedecken und Marcus Wiebusch)[16]
- 2019: Theaterpreis Hamburg für die Musik im Stück Das Hirn ist ein Taubenschlag, gemeinsam mit Clara Jochum[17]